# Blauhäher

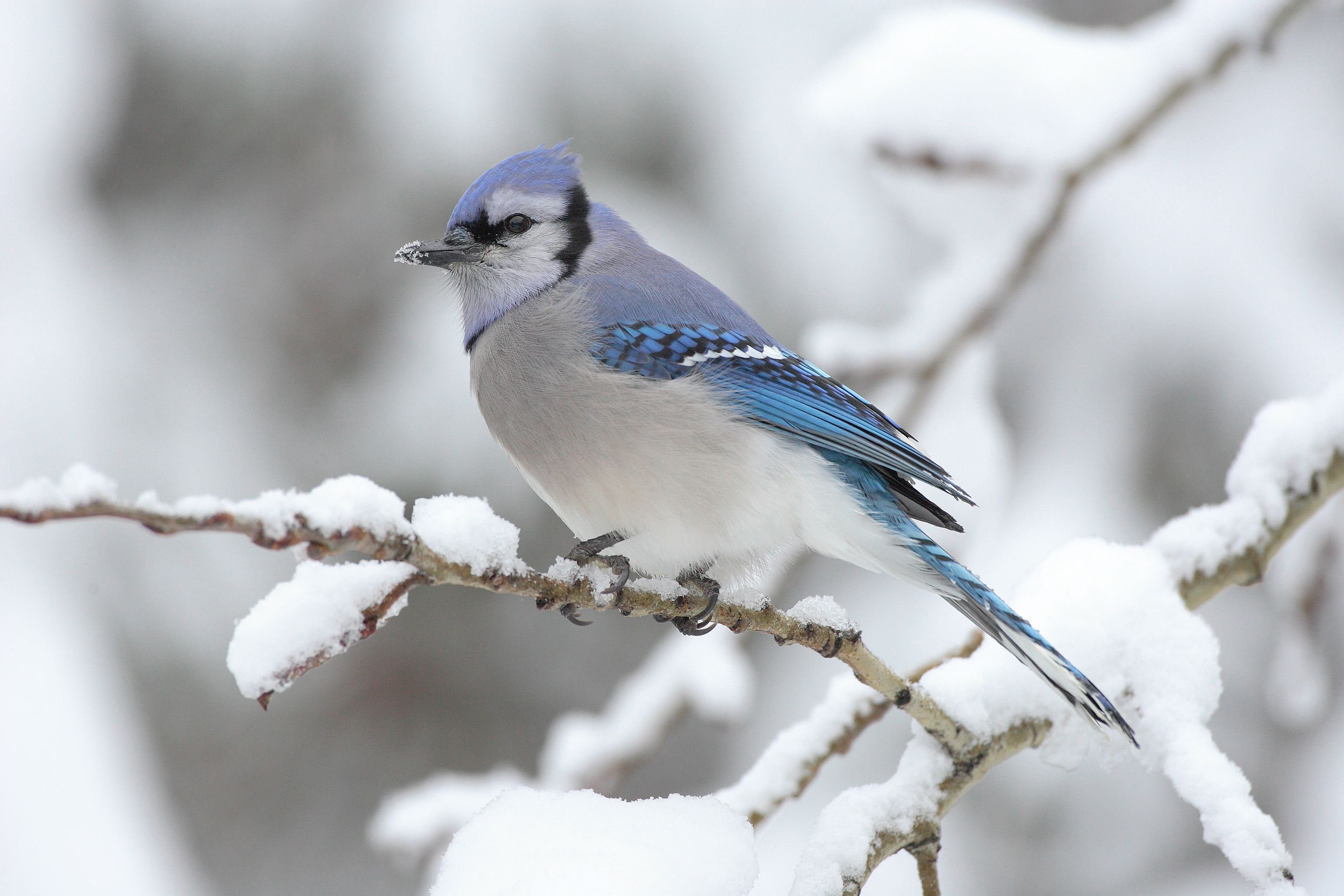
Blauhäher im Algonquin Provincial Park (Kanada)

Der Blauhäher (Cyanocitta cristata) ist eine Singvogelart aus der Familie der Rabenvögel (Corvidae). Dieser Schopfhäher ist im östlichen Nordamerika weitverbreitet und einer der farbenprächtigsten Vögel in dieser Region.

## Merkmale
Der 24 bis 30 cm lange Blauhäher hat eine Flügellänge von etwa 13 bis 15 cm und wird 65 bis 109 g schwer. Ihn kennzeichnen der blaue Rücken, eine kurze Haube, ein schwarzes Halsband, ein blau-schwarz-weiß gebändertes Flügelmuster und ein schmal dunkel gebänderter, blauer Schwanz.
Von der Mitte bis zum hinteren Oberkopf trägt der Blauhäher eine moderat ausgebildete Haube. Bei der Nominatform sind die Nasalborsten bläulich weiß, Oberkopf und Haube sind hell violettblau. Unterhalb der Haube verläuft um den Kopf ein schmales schwarzes Band, etwas breiter am hinteren Oberkopf und am schmalsten vom Nacken über Auge und Vorderkopf. Der Streifen verlängert sich zu einem schmalen Halsband, welches über die obere Brust verläuft. Die Ohrdecken, ein kurzer Überaugenstreif, die Kehle und die restliche Unterseite sind weißgrau und verwaschen grau, malvenfarbig oder violettgrau. Die bläulichgraue, violettblau verwaschene Oberseite geht zum Bürzel und zu den Oberschwanzdecken hin in ein helles blau über.
Die Flügel sind himmelblau mit einer kräftigen schwarzen Bänderung an Armschwingen und großen Armdecken. Die Spitzen der Armschwingen und großen Armdecken sind breit weiß gefärbt. Die Unterseite der Flügel sind mit Ausnahme der weißen Spitzen, grau. Der Schwanz ist mittellang und abgestuft. Bis auf das zentrale Steuerfedernpaar sind die Spitzen der Schwanzfedern breit weiß gefärbt, Schwanzunterseite ist, ebenfalls mit Ausnahme der weißen Spitzen, wie die Flügelunterseite grau.
Der Schnabel ist schwarz, die Beine schwärzlich und die Iris schwärzlich braun.
Es gibt keinen deutlichen Sexualdimorphismus, die Männchen sind im Durchschnitt etwas größer als die Weibchen. Juvenile Tiere sind allgemein matter, dumpfer gefärbt. Ihre Oberseite ist grauer, die Flügeldecken nahezu ungebändert, die sonstige Bänderung mit größtem Abstand und die weißen Federspitzen eingeschränkter.
Die vier Unterarten sind einander ähnlich. Sie unterscheiden sich in der Größe und fast unmerklich in der Färbung des Gefieders. Cyanocitta cristata semplei ist die kleinste, Cyanocitta cristata bromia die größte Unterart. Die Variation der Unterarten ist klinal bedingt.

## Verbreitung und Lebensraum

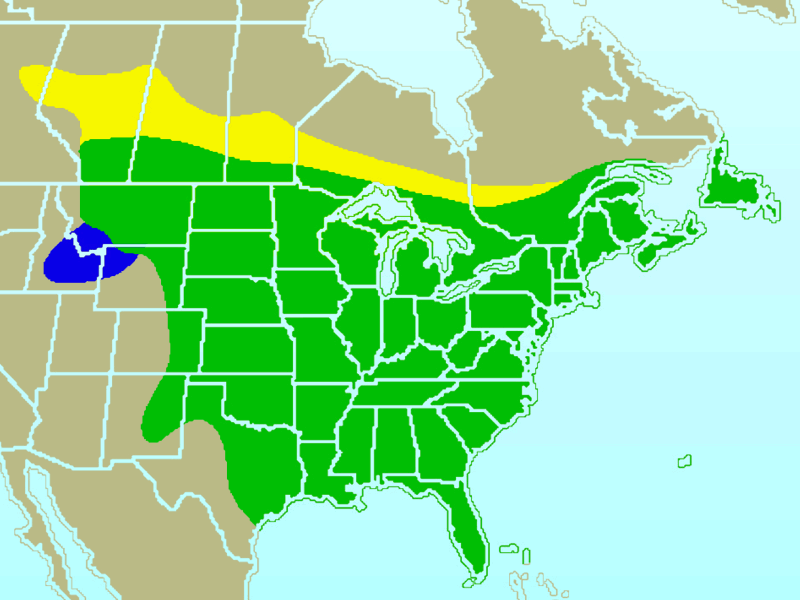
Verbreitungsgebiet;
Grün: ganzjährig
Gelb: Sommer
Blau: Winter

Das Verbreitungsgebiet erstreckt sich über den Osten Nordamerikas von Neufundland, dem südlichen Québec und Zentral Manitoba und Alberta (Kanada) bis Louisiana und das östliche Texas am Golf von Mexiko. Nach Westen reicht die Verbreitung bis in das östliche Wyoming, Nebraska, das östliche Colorado bis in das westliche Texas. Im westlichen Teil Nordamerikas bis zur Pazifikküste findet sich dagegen der dem Blauhäher nahe verwandte Diademhäher (Cyanocitta stelleri, engl. Steller’s Jay), mit dem der Blauhäher gelegentlich hybridisiert.
Im Englischen wird der Vogel Blue Jay genannt. Der Blauhäher ist ein Teilzieher, nur die nördlichsten Populationen ziehen im Winter nach Süden. Er ist Bewohner von Misch- und Laubwäldern, insbesondere wenn Rodungen vorhanden sind. Auch in Parks und Gärten in Städten ist er anzutreffen.

## Lebensweise
Der Blauhäher lebt gewöhnlich in Paaren, bildet aber auch nach der Brutsaison kleine Schwärme. Beim Vogelzug können sich 100 und mehr Exemplare zusammenfinden. Er verfügt, neben dem typischen, zwei- bis dreimal wiederholten „piiieh-piiieh“-Ruf, über ein breites Repertoire an Lauten und kann den Ruf anderer Arten – z. B. des Rotschwanzbussards – nachahmen. Er besucht Futterplätze in Gärten und kann, wenn er nicht gestört wird, außergewöhnlich zutraulich werden. Bei Nachstellung wird er vorsichtig und scheu.

### Nahrung
Der Blauhäher sucht in Baumkronen und in der Bodenvegetation nach Nahrung. Diese besteht hauptsächlich aus Nussfrüchten wie Esskastanien, Eicheln und Bucheckern sowie aus Samen. Daneben frisst er Insekten und gelegentlich andere kleine Tiere wie Nestlinge oder kleine Nagetiere, Eier oder Lebensmittelabfälle. Gewöhnlich versteckt er seinen Nahrungsüberschuss in den Spalten der Baumrinde oder im Boden. Dieses Verhalten zeigen aber anscheinend nur die Populationen, die ganzjährig an ihrem Standort bleiben. In einem Wald der Sumpf-Eiche in Virginia wurden mehr als die Hälfte der Eicheln durch Blauhäher wegtransportiert und weitere 20 Prozent an Ort und Stelle gefressen. Durch dieses Verhalten trägt er zur Verbreitung von Bäumen bei. Die postglaziale Wiederbesiedlung Nordamerikas durch Baumarten mit schweren Samen wie Buchen-, Kastanien- und Eichenarten lässt sich nur durch die Verbreitung durch Blauhäher erklären, die die Ausbreitungsdistanz um eine Größenordnung (vom Meter- in den Kilometerbereich) erhöhen.

### Fortpflanzung

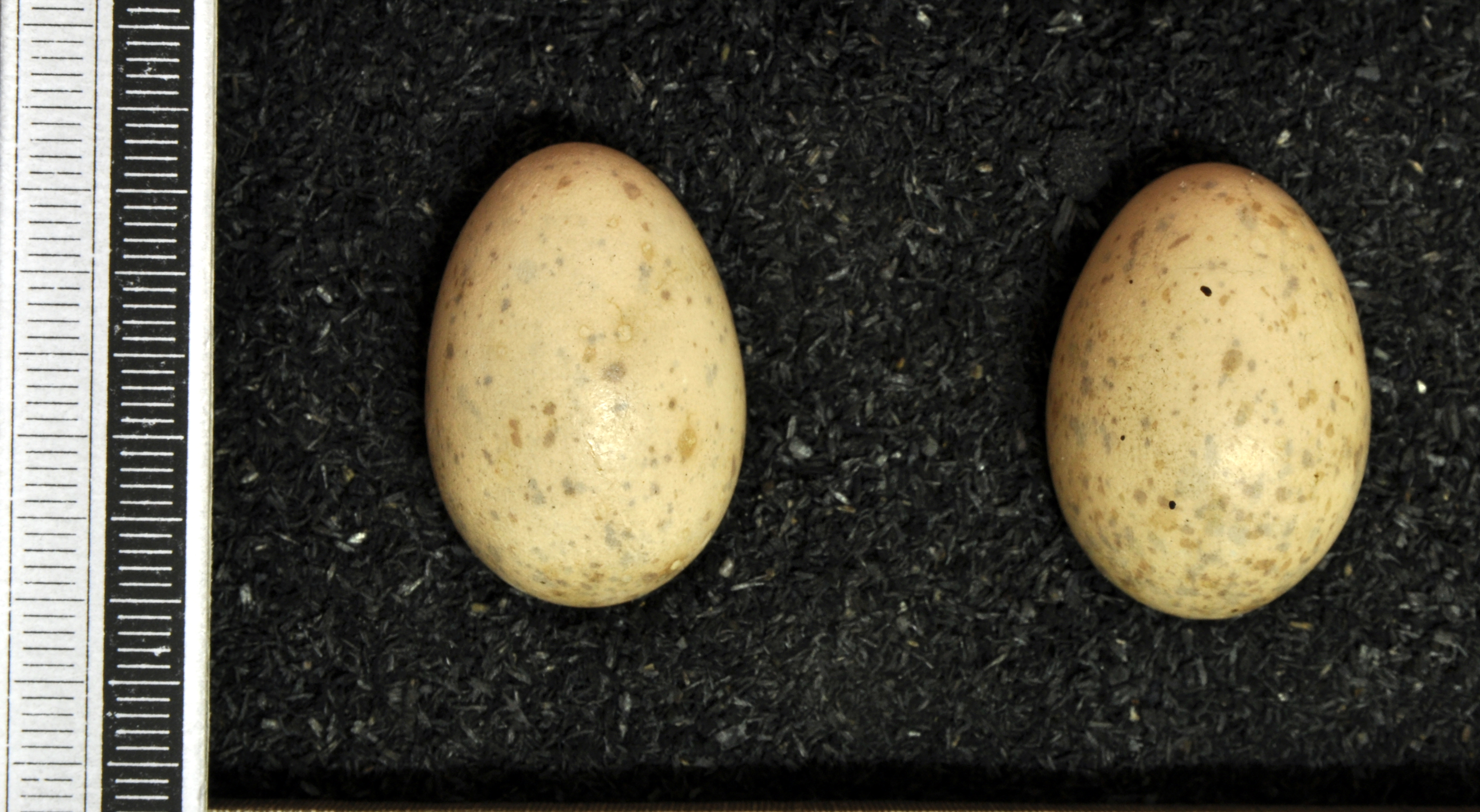
Gelege, Sammlung Museum Wiesbaden

Blauhäher sind monogam und bleiben ein Leben lang zusammen. Beide Elternteile bauen ein unordentliches schalenförmiges Nest aus Zweigen, Gras und Stängeln in einem Baum oder Busch, selten in alten Gebäuden. Das Gelege wird vom Weibchen, ganz selten auch vom Männchen sechzehn bis achtzehn Tage bebrütet. Blauhäher brüten, zumindest im Norden, in der Regel einmal im Jahr. Aber auch zwei erfolgreiche Brutgeschäfte sind nicht selten und auch von ausnahmsweise dritten Bruten wird berichtet. Das Gelege besteht aus zwei bis sechs, gewöhnlich vier bis fünf Eiern. Die Eier sind von blass gelbbrauner bis blass grünlicher Farbe und braun, oliv oder grau gesprenkelt. Nach siebzehn bis einundzwanzig Tagen sind die Jungvögel flügge.

## Unterarten
Es werden vier Unterarten unterschieden:
- Cyanocitta cristata bromia Oberholser, 1921 – Die größte Unterart, nördlich und westlich der Nominatform verbreitet. Nördlich bis Manitoba und Neufundland, westlich bis Illinois.
- Cyanocitta cristata cristata (Linnaeus, 1758)- Die Nominatform. Ostküste der USA von North Carolina südlich bis Zentralflorida und Nordtexas.
- Cyanocitta cristata cyanotephra Sutton, 1935 – Etwas blasser und farbloser als die anderen Unterarten. Im Innern und in den westlichen Teilen des gesamten Verbreitungsgebietes, bis zu den Vorgebirgen der Rocky Mountains und südlich bis in das westliche Texas.
- Cyanocitta cristata semplei Todd, 1928 – Die kleinste Unterart, südliches Florida.

## Besonderheiten
Die Art ist bekannt als eines der Beispiele für Werkzeuggebrauch bei Tieren. Ein in Gefangenschaft gehaltener Blauhäher wurde dabei beobachtet, wie er wiederholt Streifen von umherliegenden Zeitungen abriss und diese koordiniert mit Schnabel und Füßen drehte und zerknüllte, um Futterpellets heranzuziehen, die außerhalb des Käfigs außer Reichweite verstreut lagen.

## Trivia
- Der Blauhäher (Blue Jay) ist Namensgeber und Maskottchen des kanadischen Major-League-Baseball-Teams Toronto Blue Jays.
- Der Blauhäher ist Namensgeber und Logo der Java-Programmierumgebung BlueJ.
- Der Blauhäher ist eine Inspiration des Cartoon-Charakters „Mordecai“ in der Serie Regular Show.
- Ein Gedicht von Marcel Beyer heißt Mein Blauhäher.[6]
- In der Folge 5.9 der Serie The Big Bang Theory hat Sheldon Angst vor einem Vogel, den er mehrfach als Blauhäher bezeichnet. Tatsächlich handelt es sich hierbei um einen Blauwangenhäher der Art Schwarzkehl-Elsternhäher (Calocitta colliei), auch Schwarzwangenhäher genannt.[7]
- Auf dem Beatles-Album Magical Mystery Tour erschien ein Lied namens Blue Jay Way von George Harrison.
- In der Folge 94 (Ein komischer Vogel) der Fernsehserie Yakari handelt überwiegend von einem Blauhäher.
- Im Videospiel Red Dead Redemption 2 ist während der gesamten Errichtung von Breecher's Hope ein Blauhäher zu sehen. Es wird vermutet, dass das der Geist von Arthur Morgen sein soll, der über John Marston wacht.